# Hiroto Goya
Hiroto Goya (呉屋大翔?, Goya Hiroto; Kawanishi, 2 gennaio 1994) è un calciatore giapponese, attaccante del JEF United.

## Palmarès

### Nazionale
- Universiadi:   1

Gwangju 2015